# Posocznica posplenektomijna
Posocznica posplenektomijna in. zespół OPSI (ang. overwhelming post-splenectomy infection (OPSI), overwhelming post-splenectomy sepsis (OPSS)) – posocznica o piorunującym przebiegu występująca u pacjentów z asplenią (faktyczny lub funkcjonalny brak śledziony).

## Etiologia
Bezpośrednio o splenektomii występuje reaktywna nadpłytkowość wtórna oraz leukocytoza. Nadpłytkowość wtórna ustępuje po 6–12 miesiącach, natomiast leukocytoza, spowodowana przede wszystkim wzrostem liczby granulocytów, może utrzymywać się przez wiele lat. Całkowita liczba limfocytów B pozostaje prawidłowa, jednakże populacja komórek pamięci oraz komórek po przełączeniu klas ulega istotnemu obliżeniu po 150 dniach od asplenii, co usposabia do infekcji bakteriami otoczkowymi oraz powoduje zmniejszenie odpowiedzi immunologicznej na szczepionki polisacharydowe. 

## Epidemiologia
Częstość występowania szacowana jest na 0,1–0,5%. Natomiast względne ryzyko jej wystąpienia, jest zależne od schorzenia z powodu którego została usunięta śledziona i w stosunku do zdrowej populacji jest od 50 razy (osoby po usunięciu śledziony z powodu urazu) do 350 razy wyższe (chorzy ze sferocytozą wrodzoną).

## Obraz kliniczny
W pierwszym okresie występują objawy prodromalne, pod postacią niespecyficznego uogólnionego zespołu objawów paragrypowych, następnie dochodzi do gwałtownego pogorszenia stanu pacjenta i w ciągu 24–48 godzin rozwija się pełnoobjawowy wstrząs septyczny. 
Początkowo uważano, że głównym patogenem jest dwoinka zapalenia płuc (57–87%), jednakże od połowy lat dwutysięcznych pojawiły się informacje o tym, że zakażenie dwoinką zapalenia opon mózgowo-rdzeniowych oraz Haemophilus influenzae (typ b) jest również częstą przyczyną posocznicy posplenektomijnej. Mniej istotnymi klinicznie patogenami są pałeczka ropy błękitnej, Capnocytophaga canimorsus, Bartonella spp. i babeszje. W Danii główną przyczyną jest pałeczka okrężnicy. Niemniej jednak nadal głównym patogenem pozostaje dwoinka zapalenia płuc i śmiertelność w wywołanej przez nią posocznicy posplenektomijnej wynosi nawet 60%.

## Zapobieganie

### Szczepienia ochronne
W zabobieganiu posocznicy posplenektomijnej zaleca się szczepienia przeciw Streptococcus pneumoniae, Neisseria meningitidis,  Haemophilus influenzae typ B. oraz przeciw grypie (najlepiej wrzesień–październik) i wirusowemu zapaleniu wątroby typu B.
Szczepienia powinny być wykonane minimum 2 tygodnie przed planowaną splenektomią, a w przypadku nagłej splenektomii należy je rozpocząć przed upływem tygodnia po zabiegu.

### Profilaktyka antybiotykowa
Profilaktyka antybiotykowa powinna być prowadzona u wszystkich dzieci do ukończenia pierwszego roku życia. U starszych dzieci wskazania do prowadzenia profilaktyki antybiotykowej są zależne od przyczyny asplenii oraz niedoboru odporności, którego wskaźnikiem może być niskie miano przeciwciał przeciwko dwoince zapalenia płuc i Haemophilus influenzae (typ b), pomimo zakończonych szczepień, szczególnie u dzieci poniżej 5 roku życia i przez pierwsze dwa lata po splenektomii. Zgodnie z wytycznymi brytyjskimi wszyscy pacjenci w pierwszym roku od usunięcia śledzony powinni otrzymywać profilaktykę antybiotykową, natomiast pacjenci z grupy wysokiego ryzyka (dzieci poniżej 16 r.ż, dorośli powyżej 50 r.ż., przebyta objawowa infekcja dwoinką zapalenia płuc, splenektomia wykonana z powodu nowotworu oraz talasemii, niedokrwistość sierpowatokrwinkowa oraz niewielka odpowiedź na szczepienie polisacharydową szczepionką przeciwko dwoince zapalenia płuc (PPSV23)) wymagają profilaktyki antybiotykowej do końca życia. Profilaktyka antybiotykowa powinna być prowadzona przy użyciu penicyliny, amoksycyliny, amoksycyliny z kwasem klawulanowym, kotrimoksazolu oraz cefuroksymu. 
W przypadku pojawienia się objawów infekcji lub gorączki oraz po ugryzieniu przez psa lub kota należy rozpocząć leczenie antybiotykami obejmującymi swoim spektrum działania bakterie otoczkowe (np. penicyliny półsyntetyczne). 

### Edukacja
We wszystkich przypadkach należy uświadomić pacjentowi i jego rodzinie istotność i korzyści wynikające ze szczepień ochronnych i długotrwałej antybiotykoterapii a także konieczność wczesnego zgłaszania się do lekarza w przypadku wystąpienia objawów infekcji lub też gorączki. 

## Leczenie i rokowanie
Leczenie jest zależne od czynnika etiologicznego, a jej śmiertelność, w zależności od rodzaju i czasu rozpoczęcia terapii, wynosi 50–70%.

## Klasyfikacja ICD10
| kod ICD10     | nazwa choroby                                      |
| ------------- | -------------------------------------------------- |
| ICD-10: A40.3 | Posocznica wywołana przez Streptococcus pneumoniae |
| ICD-10: A41.3 | Posocznica wywołana przez Haemophilus influenzae   |
| ICD-10: A39.3 | Ostra posocznica meningokokowa                     |